# Bonipogonius fujitai
Bonipogonius fujitai är en skalbaggsart som beskrevs av Keiichi Kusama 1974. Bonipogonius fujitai ingår i släktet Bonipogonius och familjen långhorningar. Inga underarter finns listade.